# 源義光

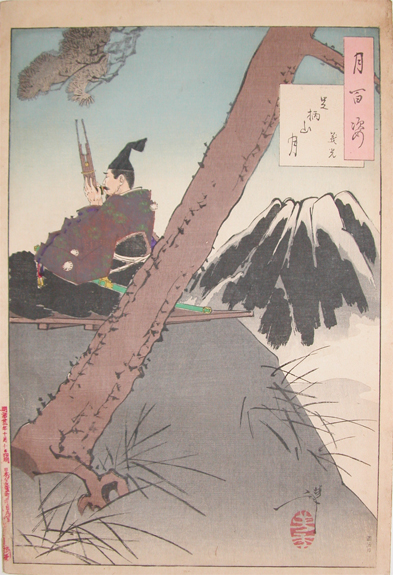
『足柄山月』（月岡芳年『月百姿』）足柄山で笙の秘曲を伝授する源義光

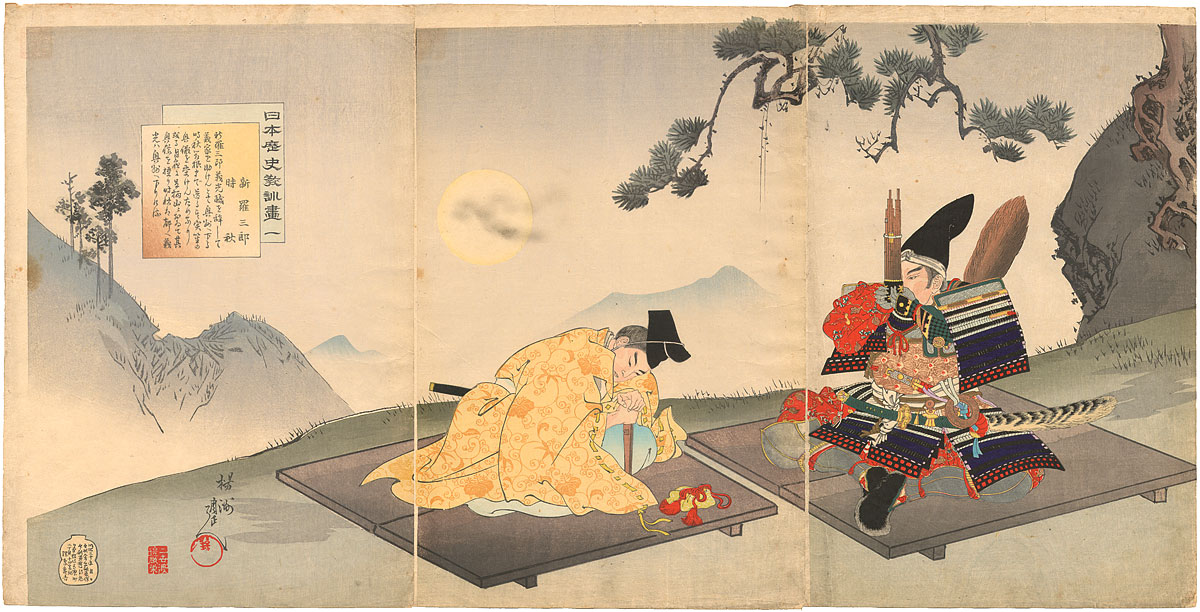
源義光と豊原時秋（楊洲周延『日本歴史教訓画』）

源 義光（みなもと の よしみつ）は、平安時代後期の武将。河内源氏の2代目棟梁である源頼義の三男。甲斐源氏初代当主。兄に源義家（八幡太郎）や源義綱（賀茂次郎）がいる。近江国の新羅明神（大津三井寺新羅善神堂）で元服したことから新羅三郎（しんらさぶろう）と称した。左兵衛尉、刑部丞、常陸介、甲斐守、刑部少輔を歴任。また父源頼義の弟で信濃源氏の祖でもある源頼季や信濃村上氏の祖源頼清は彼の叔父にあたる。

## 生涯

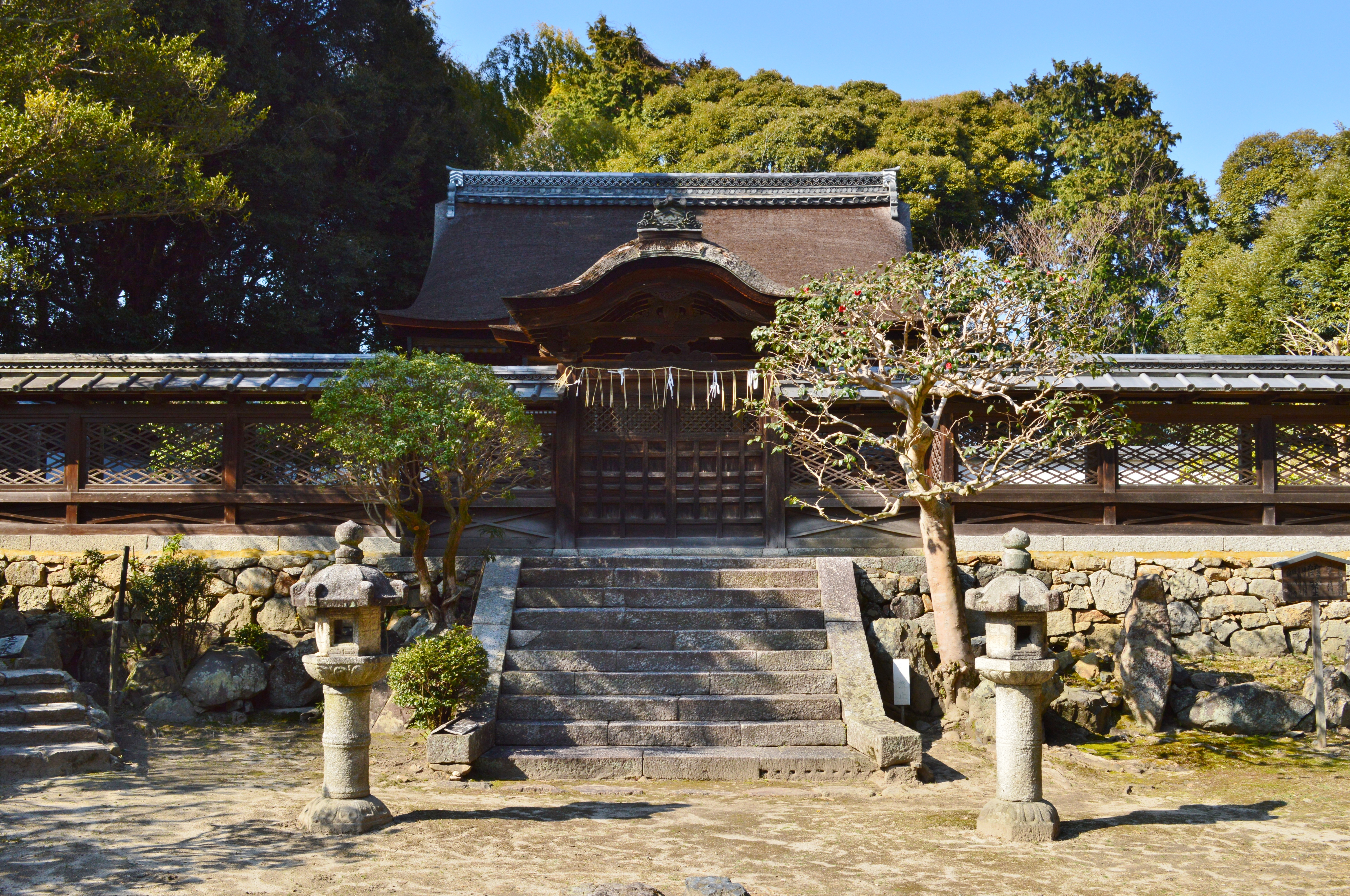
新羅善神堂（滋賀県大津市）

左兵衛尉の時、後三年の役で長兄の義家が清原武衡・家衡に苦戦しているとの知らせを受けると、官奏して東下を乞うたが許されず、寛治元年（1087年）に朝廷には無断で陸奥国に向かい、官職を剥奪された。義光は義家と共に金沢柵で武衡・家衡と戦ったが、その戦いの際、武衡が降伏しようとして義光に連絡を入れてきた。そして義光自ら金沢柵内に交渉しに入ろうとしたが義家に止められ、代わりに郎党である藤原季方を使者にやっている。結局は義家が降伏を拒否して戦いは継続、金沢柵は陥落し、武衡・家衡は脱出に失敗して捕縛され、斬首。合戦は終了した。
京に帰った義光は刑部丞に任ぜられ、常陸介、甲斐守を経て、刑部少輔、従五位上に至った。戦後、常陸国の有力豪族の常陸平氏（吉田一族）から妻を得て、その勢力を自らの勢力としていく。嘉承元年（1106年）、遅れて常陸国に進出してきた甥の源義国（足利氏や新田氏の祖）と争って合戦に及び義国と共に勅勘を蒙る。
義家の後を継いだ四男義忠が天仁2年（1109年）に郎党に殺害されると（源義忠暗殺事件）、当初は源重実に疑いがかかったが、その後嫌疑は義家の次弟義綱の子義明とその乳母夫の藤原季方にも向けられ、義明と季方は白河上皇の命を受けた源重時による追捕を受け殺害された。これに憤激した義綱は東国へ出奔するも、白河上皇の命を受けた源光国と義忠の甥（弟とする説もある）為義によって追討され甲賀山で降伏し、勝手に出京した罪で佐渡国に流された（義綱の子息は全員自害）。この一連の事件について、『尊卑分脈』はその黒幕を義光とする。郎党の鹿島三郎（平成幹と同名、同一人物か？）に命じて、義忠を暗殺させ、鹿島三郎は三井寺に逃亡するも義光に組した弟の快誉らの手によって生き埋めにされ殺害されたとされる。だが、この事件自体は義家死後の河内源氏内部の対立があった影響とみられるが、義光の関与を含め真相は不明である。
最期については大治2年（1127年）10月20日死去。

## 人物
義光は弓馬の術にたけ、音律をよくしたという伝説がある。古武道の大東流合気柔術では、義光を開祖としている。また、流鏑馬に代表される弓術、馬術、礼法の流派である小笠原流や武田流などは、古の武家の心と形をいまに伝えている。そして武田氏の嫡流に伝わった盾無鎧や、南部氏が今に伝えた菊一文字の鎧などにもそれは見られる。
笙は豊原時忠から秘曲を学び、名器交丸を得た。後三年の役で兄・義家の救援に赴く際、時忠が逢坂山に別れを惜しみ帰らぬので、義光は名器を失うことを恐れて返し与えた。この話が、「時忠の弟・時元から秘曲を授けられ、時元の子・時秋が足柄峠まで後を追った折に、秘曲の滅びることをおそれて山中で伝授した」という『古今著聞集』の説話を産んだ。
志田諄一は、義光が義家の救援に赴いた経緯について、この戦いに参戦しなかった真ん中の兄である源義綱の動向と比較し、摂関家と結びついて京都に基盤を築いた義綱と兄たちに出遅れて東国に新たな基盤を求めていた義光の立場の違いとして捉え、義光は義家の救援を口実に奥羽に乗り込んで勢力拡大を図ったとしている。

## 子孫
義光の子孫は、平賀氏、武田氏、佐竹氏、小笠原氏、南部氏、簗瀬氏と在地武士として発展した。
本家の河内源氏に対しては、義光系の甲斐源氏（武田信義・加賀美遠光・安田義定など）が一族内で分裂をせず頼朝軍に合流したため、影響力を維持した。ただしその勢力の大きさから警戒され、武田信義が失脚、その子・一条忠頼が暗殺され、加賀美遠光は逆に厚遇されるなど抑圧・分裂策により御家人化していった。
一方、常陸源氏の佐竹氏は、平家と結んで源義朝後の東関東に影響力を伸ばしたが、鎌倉幕府成立により所領没収となり、後に奥州合戦に加わって領地は戻るが振るわず、活躍は室町時代に入ってからである。

## 縁の地

### 墓所
墓所は滋賀県大津市園城寺町。

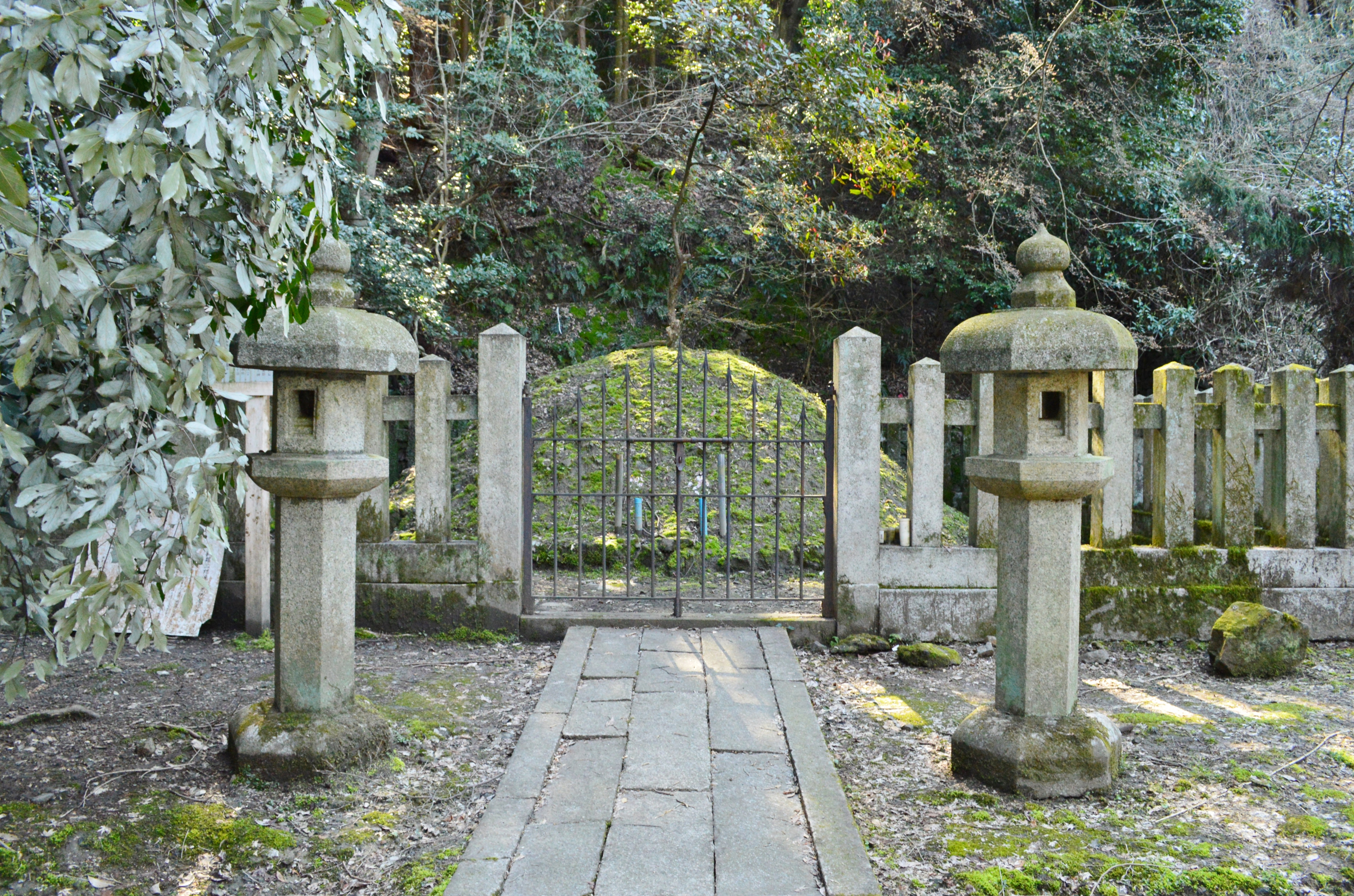
新羅三郎義光墓
（滋賀県大津市）

義光が元服の儀式を執り行った新羅善神堂の裏手にある。
また、生誕地と思われる河内源氏の本拠地の河内国石川郡壷井（現在の大阪府羽曳野市壷井）にある河内源氏の氏神の壷井八幡宮と並ぶ壷井権現に、義光と共に祖父源頼信、父頼義、長兄義家、次兄義綱が祀られている。なお、戒名は佐竹家の伝承によれば崇源院殿義光尊了。
また、鎌倉の大宝寺にも墓所が残っている。

### 神社
- 祭神の神社
  - 平塚神社
  - 長者山新羅神社
  - 三八城神社
  - 新羅神社 （祇園）  - 広島県広島市安佐南区
  - 諏訪神社 - 山梨県北杜市
- 縁の神社
  - 新羅善神堂
  - 石清水八幡宮
  - 若宮八幡宮 (常陸太田市)
  - 櫛引八幡宮
  - 大鷲神社_(足立区)
  - 八雲神社 (鎌倉市大町) - 源義光が勧進。神奈川県鎌倉市
  - 石橋八幡神社 - 源義光が勧進。山梨県笛吹市